# Ōishi Yoshio

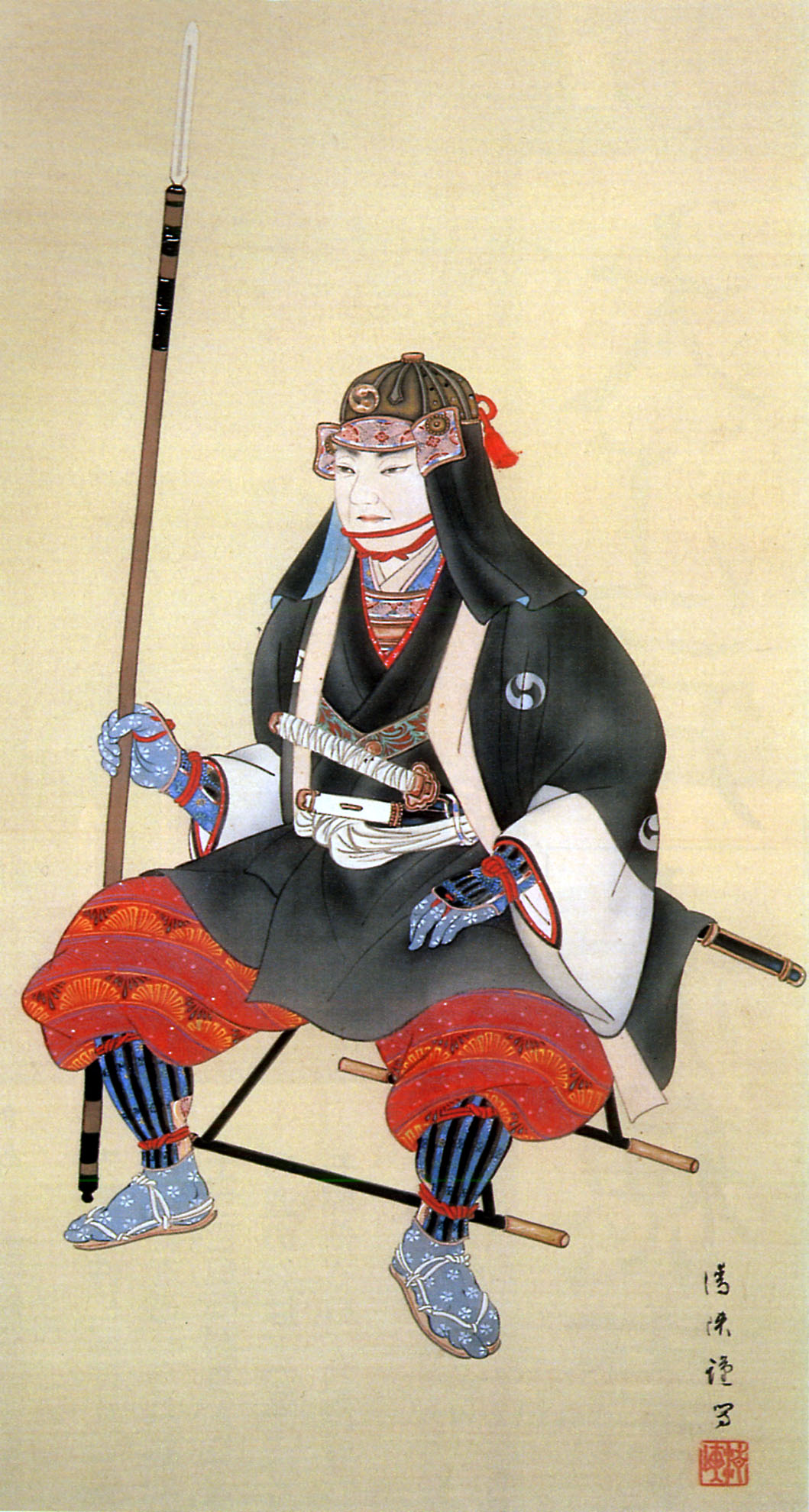
Ōishi Yoshio.

Ōishi Yoshio  (大石良雄, 1659 - 20 de março de 1703) foi um servo (karō) na Província de Harima (agora Hyōgo), Japão (1679 - 1701). Ele é conhecido como o líder dos 47 ronin em 1702, e foi o herói da vingança Chūshingura contra Kira. Ele é muito conhecido como Ōishi Kuranosuke (大石内蔵助).

## História
Ele serviu Asano Naganori, supervisionando diariamente o funcionamento do castelo e os samurai. Devido as regras de Tokugawa, um servo tinha uma tarefa muito importante, muitas vezes substituindo o daymio quando este era afastado. Ōishi, tendo atingido este cargo ainda muito jovem, adquiriu a confiança de seu senhor.
Quando Asano cometeu seppuku pela sua tentativa fracassada de matar Kira Yoshinaka no castelo Edo, Ōishi gerenciou todas as questões administrativas. Ele persuadiu outros samurais a desocupar o castelo para os agentes do Shogunato. Durante os próximos 2 anos muitas pessoas o que aconteceria com Ōishi, um homem de reputação, honrado e capaz.
Ele tentou obter a permissão para restabelecer a casa de Asano, mas falhou. Então começou uma cuidadosa conspiração para matar Lord Kira, mas, para acabar com qualquer suspeita, gastou tempo (e dinheiro) em uma casa de Geisha em Kyoto. Ele interpretou bem o seu papel - e coordenava secretamente os movimentos dos demais fiéis samurais de Asano. Quase dois anos se passaram antes do ataque ter sido iniciado.

## Os 47 ronin

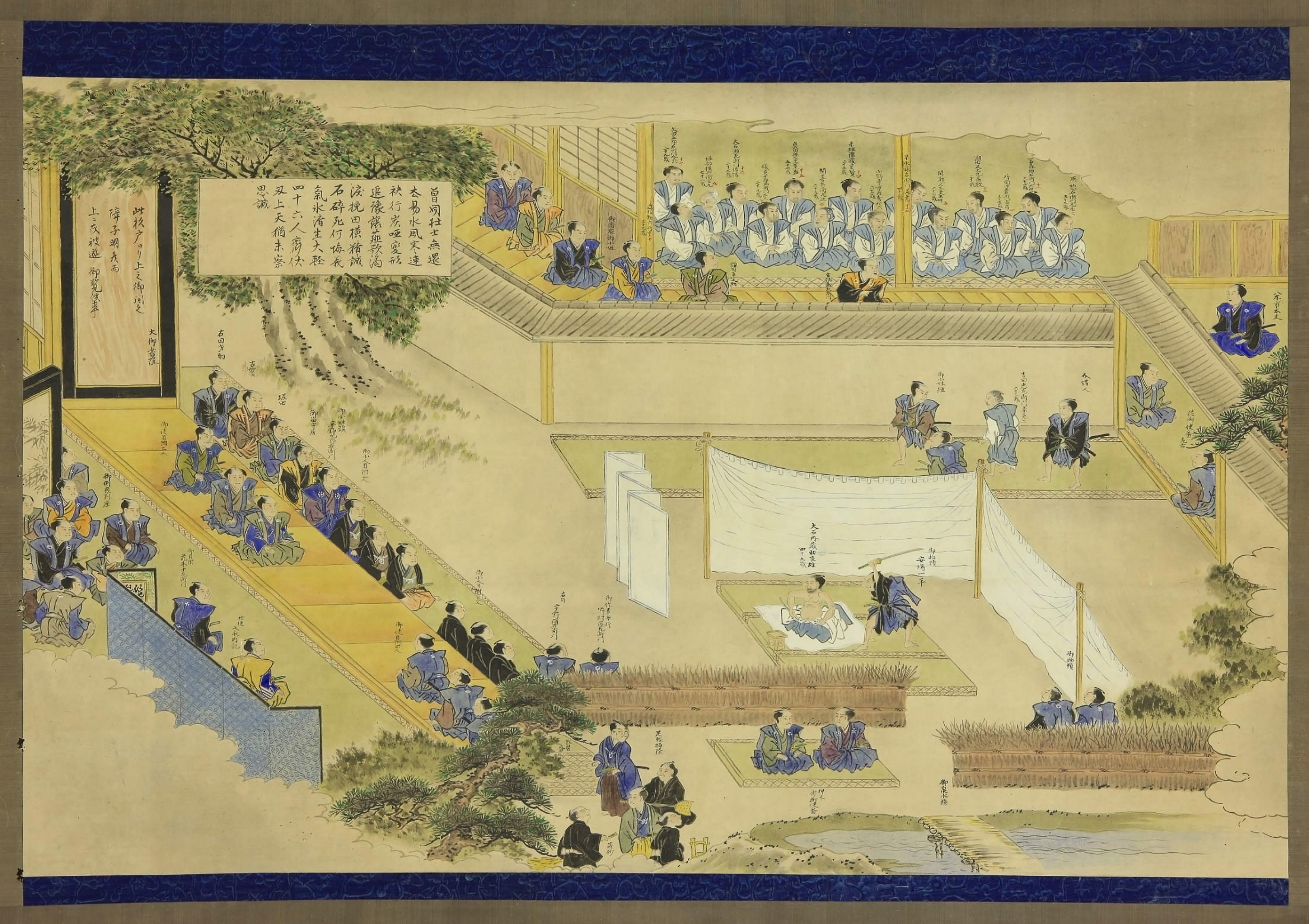
Pintura de Ōishi Kuranosuke Yoshio cometendo Seppuku.

Em janeiro de 1703 (pelo antigo calendário japonês, 14 de dezembro) ele, e outros 46 ronin, atacaram a residencia de Kira no bairro Honjo em Edo. Kira foi morto e decapitado. Em seguida Ōishi enviou Terasaka Kichiemon para informar a viúva de Asano Yōzeiin sobre a morte, ele e os 45 ronin restantes foram para Sengakuji em Shinagawa onde foram presos e mais tarde enterrados.
Ele e os outros ronin foram sentenciados a cometer seppuku. Esta foi uma respeitosa sentença ao invés de apenas uma decapitação, todos aceitaram suas sentenças com honra.
No famoso jogo kabuki Kanadehon Chūshingura, Yoshio (Kuranosuke) é conhecido como Ōboshi Yuranosuke.
Após a morte, Oishi ficou conhecido como um exemplo de ideal samurai. Seu objetivo final de restabelecer o clã Asano foi realizado assim como restaurou algumas terras (cerca de 1/10 da exploração original) ao clã Asano.
Oishi teve, de fato, um relacionamento com o clã Asano pelo sangue, por várias gerações anteriores, e foi casado com uma filha de Asano.

## Galeria

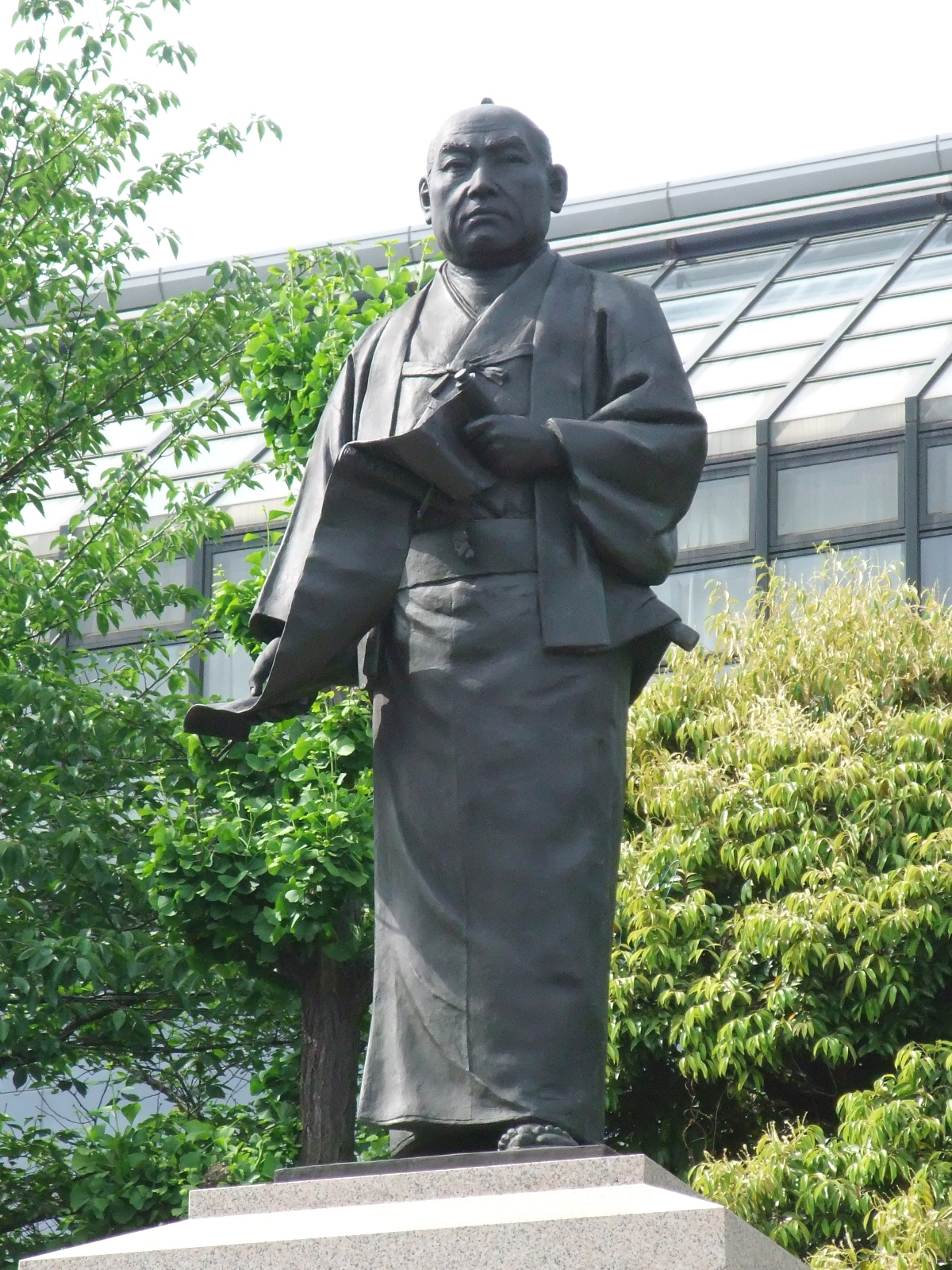
Estatua de Ōishi Yoshio em Sengaku-ji, Tokyo
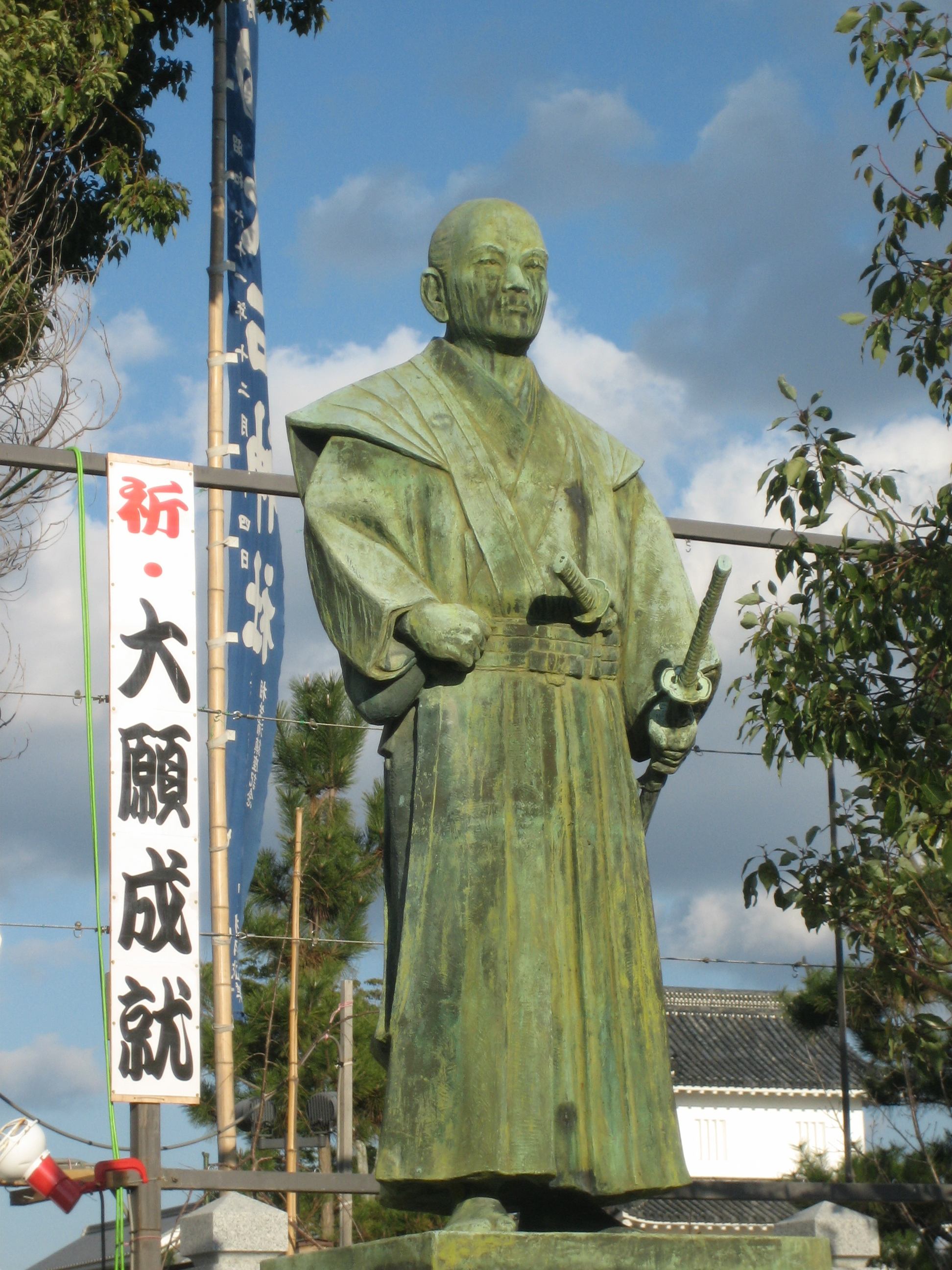
Estatua de Ōishi Yoshio em Schnto shrine Ako Oishi jinja em Akō, Hyōgo, Japão.